# Свифт, Джон
Джон Дэ́вид Свифт (англ. John David Swift; родился 23 июня 1995 года, в Портсмуте, Хэмпшир, Англия) — английский футболист, полузащитник клуба «Портсмут». Воспитанник академии «Челси».

## Клубная карьера
Джон Свифт родился в Портсмуте. Занимался футболом в школе «Брюн Парк» в Госпорте и играл за детские команды «Портсмута». В 2007 году в возрасте 12 лет присоединился к юношеской академии «Челси». В Академии «Челси» выступал на позиции центрального полузащитника. В 2012 году помог своему клубу выиграть Молодёжный кубок Англии и подписал свой первый профессиональный контракт. В 2014 году он стал регулярно тренироваться с первой командой. Дебютировал за «Челси» в официальной игре 11 мая 2014 года в матче 38-го тура Премьер-лиги против «Кардифф Сити», заменив Эдена Азара.
1 августа 2014 года Свифт перешёл в клуб «Ротерем Юнайтед», выступающий в Чемпионате Футбольной лиги, на правах аренды сроком на один сезон. Уже 9 августа он дебютировал за «Ротерем Юнайтед», выйдя на замену в матче против «Дерби Каунти». Проведя всего 4 матча за клуб на старте сезона, Джон перестал получать игровую практику и был отозван из аренды 15 ноября.
3 января 2015 года Джон на правах аренды перешёл в клуб Первой Футбольной лиги «Суиндон Таун» до конца сезона. В этот же день дебютировал в основном составе против «Флитвуд Таун» (2:2), заработав пенальти в пользу своей команды. 17 января в матче против «Честерфилда» (3:1) Свифт забил свой первый гол в профессиональной карьере и отдал голевую передачу.
1 октября 2015 года Джон перешёл в клуб «Брентфорд», выступающий в Чемпионате Футбольной лиги, на правах аренды сроком на один месяц. 3 октября дебютировал за «Брентфорд», выйдя на замену в матче против «Дерби Каунти» (0:2). 24 октября забил первый гол за «Брентфорд» на 26-й минуте в матче против «Чарльтон Атлетик» (3:0).

## Карьера в сборной
Выступал за сборные Англии до 16, до 17, до 18, до 19 и до 20 лет.
16 ноября 2015 года в отборочном матче чемпионата Европы 2017 состоялся его дебют за молодёжную сборную, где англичане обыграли сверстников из Швейцарии со счётом 3:1.

## Статистика выступлений
| Выступление       | Выступление      | Выступление      | Лига | Лига | Кубок Англии | Кубок Англии | Кубок лиги | Кубок лиги | Еврокубки | Еврокубки | Итого | Итого |
| Клуб              | Лига             | Сезон            | Игры | Голы | Игры         | Голы         | Игры       | Голы       | Игры      | Голы      | Игры  | Голы  |
| ----------------- | ---------------- | ---------------- | ---- | ---- | ------------ | ------------ | ---------- | ---------- | --------- | --------- | ----- | ----- |
| Челси             | Премьер-лига     | 2013/14          | 1    | 0    | 0            | 0            | 0          | 0          | 0         | 0         | 1     | 0     |
| Челси             | Итого            | Итого            | 1    | 0    | 0            | 0            | 0          | 0          | 0         | 0         | 1     | 0     |
| → Ротерем Юнайтед | Чемпионшип       | 2014/15          | 3    | 0    | 0            | 0            | 1          | 0          | 0         | 0         | 4     | 0     |
| → Ротерем Юнайтед | Итого            | Итого            | 3    | 0    | 0            | 0            | 1          | 0          | 0         | 0         | 4     | 0     |
| → Суиндон Таун    | Первая лига      | 2014/15          | 18   | 2    | 0            | 0            | 0          | 0          | 0         | 0         | 18    | 2     |
| → Суиндон Таун    | Итого            | Итого            | 18   | 2    | 0            | 0            | 0          | 0          | 0         | 0         | 18    | 2     |
| → Брентфорд       | Чемпионшип       | 2015/16          | 26   | 6    | 1            | 0            | 0          | 0          | 0         | 0         | 27    | 6     |
| → Брентфорд       | Итого            | Итого            | 26   | 6    | 1            | 0            | 0          | 0          | 0         | 0         | 27    | 6     |
| Всего за карьеру  | Всего за карьеру | Всего за карьеру | 48   | 8    | 1            | 0            | 1          | 0          | 0         | 0         | 50    | 8     |

## Достижения
«Челси»
- Чемпион молодёжной Премьер-лиги: 2013/14
- Обладатель Молодёжного кубка Англии: 2012